# Hans Steiner (Jurist)
Hans Steiner (* 7. Januar 1884 in Schwyz; † 8. September 1964 ebenda, heimatberechtigt in Ingenbohl) war ein Schweizer Bundesrichter, Politiker (KVP) und Jurist.

## Biografie
Hans Steiner, Sohn des Architekten Clemens Steiner und der Magdalena geborene Hediger, belegte nach dem Besuch der Gymnasien in Feldkirch und Schwyz ein Rechtsstudium an den Universitäten Zürich, Berlin und Freiburg, das er 1909 in Zürich mit dem Erwerb des akademischen Grades eines Dr. iur. abschloss. In der Folge absolvierte Steiner eine Weiterbildung in Römisches Recht in Freiburg im Breisgau, bevor er sich 1913 in Zürich für dieses Fach habilitierte. Dort wirkte er ab 1914 als Privatdozent und schließlich von 1918 bis 1920 als Titularprofessor. Zusätzlich war Steiner von 1911 bis 1924 als Rechtsanwalt in Schwyz tätig.
Parallel dazu startete Hans Steiner – er war Mitglied der Katholisch-Konservativen – eine politische Karriere. Von 1918 bis 1922 war er Mitglied des Gemeinderates und Präsident des Waisenamtes Schwyz. Auf kantonaler Ebene vertrat er seine Partei von 1920 bis 1925 im Schwyzer Kantonsrat. Auf Bundesebene nahm er für den Kanton von 1919 bis 1924 Einsitz in den Nationalrat. Dort hielt Hans Steiner als Gegner des Zonenabkommens von 1921 eine wichtige Rede. 1924 erfolgte Steiners Wahl als Bundesrichter. Er füllte dieses Amt bis 1951, davon 1943 bis 1944 als Präsident, aus.
Hans Steiner – er heiratete 1913 Dora, die Tochter des Bankverwalters Theodor Schuler – verstarb am 8. September 1964 vier Monate vor Vollendung seines 81. Lebensjahres in Schwyz. Er ist der Vater der ersten Schweizer Nationalratspräsidentin Elisabeth Blunschy.